# Campeonato Catarinense de Futebol de 2008 - Divisão Especial
A Segundona do Catarinense teve seu nome alterado para Divisão Especial (Nome dado à antiga Divisão Intermediária), mas sem modificações no formato, exceto pela existência de um rebaixamento a recém criada Terceira Divisão. A competição contou com a participação de nove clubes prédefinidos mais os três rebaixados da Divisão Principal de 2008.

## Equipes Participantes
| Equipe        | Município          | Estádio                  |
| ------------- | ------------------ | ------------------------ |
| Brusque       | Brusque            | Augusto Bauer            |
| Camboriuense  | Camboriu           | Roberto Garcia           |
| Concórdia     | Concórdia          | Domingos Machado de Lima |
| Guarani***    | Palhoça            | Renato Silveira          |
| Hercílio Luz  | Tubarão            | Aníbal Costa             |
| Imbituba      | Imbituba           | Vila Nova                |
| Internacional | Lages              | Vidal Ramos Jr.          |
| Joaçaba       | Joaçaba            | Oscar Rodrigues da Nova  |
| Juventus      | Jaraguá do Sul     | João Marcatto            |
| NEC/Caçador*  | Navegantes/Caçador | Carlos Alberto da Costa  |
| Grêmio**      | Timbó              | Complexo Esportivo       |
| Próspera      | Criciúma           | Mário Balsini            |

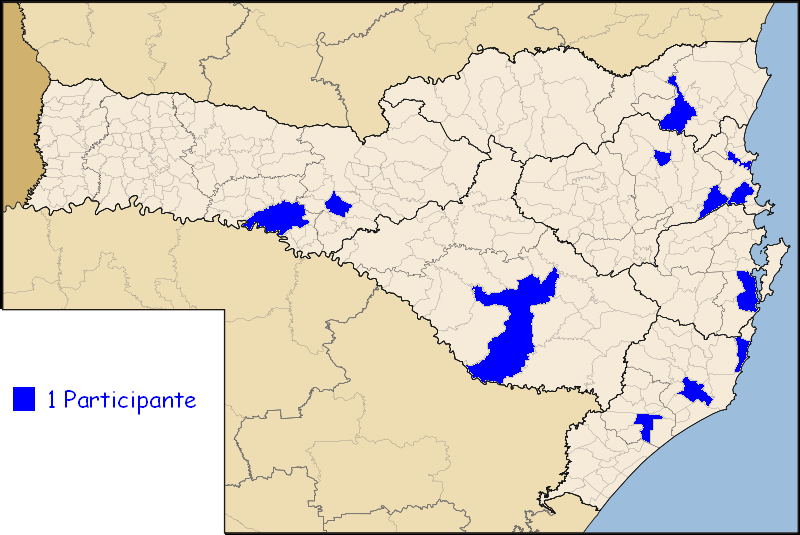
Mapa dos municípios participantes da Segunda Divisão

 * O Navegantes fez parceria com o Caçador, visto que o primeiro não tinha estádio apropriado e o segundo almejava à disputa da Divisão Especial. Então, o NEC/Caçador mandará seus jogos na cidade do segundo 
 ** O Pinheiros transferiu-se de Lages para Timbó e ficou conhecido como Grêmio Timbó 
 *** O Guarani desistiu da competição, pois considerava seu rebaixamento injusto. Justificando a utilização de jogadores irregulares por parte do Atlético Tubarão. O TJD arquivou o caso, para a indignação do bugre, que não tinha formado time para disputar a segundona. Assim, foi automaticamente rebaixado para a Divisão de Acesso de 2009. 

## Fórmula de Disputa
O campeonato foi disputado em dois turnos e, se necessário, uma final.
Primeiro Turno: Os doze participantes foram divididos em dois grupos de seis. Em cada grupo, jogaram todos contra todos, apenas as partidas de ida, os dois maiores pontuadores das respectivas chaves, avançam às semifinais do turno. Nessa fase, os clubes jogam entre si no sistema mata-mata, em dois confrontos, seguindo a lógica: 1º grupo A x 2º Grupo B; 1º Grupo B x 2º Grupo A, sendo que os primeiros colocados jogam a partida de volta em casa. Os vitoriosos avançam à final do turno, onde são realizados dois jogos, sendo o segundo na casa do melhor colocado na fase de grupos (caso a colocação seja a mesma, analisa-se a pontuação). O campeão dessa etapa classificou-se para a Final do Campeonato.
Segundo Turno: Fórmula idêntica a do primeiro, mas com os jogos de volta na fase de grupos.
Final do Campeonato: Os dois vencedores de cada turno se enfrentaram nessa fase em uma final de 2 jogos, o clube que maior pontuou na fase de grupos do campeonato inteiro jogou a partida de volta em casa. O vencedor desta foi declarado Campeão Catarinense da Divisão Especial de 2008 e se classificou para a Divisão Principal do Campeonato Catarinense de 2009. Caso o campeão do turno tenha sido o mesmo do returno, essa fase tornou-se desnecessária e este classificou-se diretamente para a Divisão Principal e o vice-campeão foi a equipe, excluindo o campeão, que mais pontuou no campeonato.
Playoff de Rebaixamento: As últimas colocadas de cada grupo (as que menos pontuaram nas fases de grupo do campeonato inteiro) foram rebaixadas diretamente para a Divisão de Acesso de 2009. Já as quintas colocadas, disputaram um Playoff de rebaixamento, em dois jogos, no mesmo sistema das fases eliminatórias dos turnos. A equipe perdedora foi rebaixada e a vencedora conquistou o direito de permanecer na segundona.
Nas fases eliminatórias e no playoff de rebaixamento, venceu o clube que somou mais pontos, independente do saldo de gols, caso houvesse empate, zerou-se o placar e realizou-se uma prorrogação de 30 minutos, se o empate persistiu, o clube com melhor desempenho na primeira fase do respectivo turno, foi declarado o vencedor. Na Final do campeonato, se houve empate, realizou-se uma prorrogação e após isso, se o empate persistiu, uma disputa de pênaltis foi realizada.

### Alterações
- Com a desistência do Guarani de Palhoça, foi necessária a alteração do regulamento. Primeiramente, as equipes mandantes das fases eliminatórias será aquela com a melhor média aritmética de pontos (Número de Pontos / Número de Jogos) e não com a melhor colocação, nem com a melhor pontuação. A segunda alteração foi em relação ao rebaixamento. O clube de Palhoça foi rebaixado automaticamente com a 12ª colocação. As outras duas equipes serão: a última colocada do Grupo A, na classificação geral e a perdedora do playoff de rebaixamento, disputado pelas quintas colocadas de cada grupo. Regulamento Alterado
- Devido a mudança de regras, o campeão da Divisão Especial disputará a Copa Santa Catarina de 2008, cujo vencedor terá direito à vaga na Recopa Sul-Brasileira de 2008 e na Série D do Campeonato Brasileiro de 2009.

## Critérios de Desempate
- Número de vitórias
- Saldo de gols
- Gols pró
- Confronto direto
- Sorteio

## Primeiro Turno

### Grupo A
| 1 | Brusque        | 11 | 5 | 3 | 2 | 0 | 10 | 5  | +5 | 2,20 |
| 2 | Concórdia      | 8  | 5 | 2 | 2 | 1 | 11 | 7  | +4 | 1,60 |
| 3 | Joaçaba        | 8  | 5 | 2 | 2 | 1 | 11 | 9  | +2 | 1,60 |
| 4 | Grêmio Timbó   | 6  | 5 | 1 | 3 | 1 | 6  | 8  | -2 | 1,20 |
| 5 | Inter de Lages | 4  | 5 | 1 | 1 | 3 | 8  | 15 | -7 | 0,80 |
| 6 | NEC/Caçador    | 3  | 5 | 1 | 0 | 4 | 5  | 7  | -2 | 0,60 |
| PG - pontos ganhos; J - jogos; V - vitórias; E - empates; D - derrotas; GP - gols pró; GC - gols contra; SG - saldo de gols ; MP - média de pontos |                |    |   |   |   |   |    |    |    |      |

### Grupo B
| 1 | Camboriuense | 8 | 4 | 2 | 2 | 0 | 8 | 2 | +6 | 2,00 |
| 2 | Juventus     | 8 | 4 | 2 | 2 | 0 | 7 | 2 | +5 | 2,00 |
| 3 | Imbituba     | 7 | 4 | 2 | 1 | 1 | 5 | 7 | -2 | 1,75 |
| 4 | Hercílio Luz | 3 | 4 | 1 | 0 | 3 | 7 | 8 | -1 | 0,75 |
| 5 | Próspera     | 1 | 4 | 0 | 1 | 3 | 1 | 9 | -8 | 0,25 |
| PG - pontos ganhos; J - jogos; V - vitórias; E - empates; D - derrotas; GP - gols pró; GC - gols contra; SG - saldo de gols ; MP - média de pontos |              |   |   |   |   |   |   |   |    |      |

### Semifinais
| Time 1*   | Time 2       | Jogo 1 | Jogo 2 | Prorrogação |
| --------- | ------------ | ------ | ------ | ----------- |
| Juventus  | Brusque      | 0-2    | 1-0    | 0-1         |
| Concórdia | Camboriuense | 2-1    | 1-1    |             |

*Os times citados em primeiro jogaram a partida de ida em casa 

#### Jogos de Ida
| 17 de agosto de 2008 15:00 | Juventus de Jaraguá | 0 – 2  | Brusque                       | Estádio João Marcatto, Jaraguá do Sul           |
|                            |                     | Súmula | Denio 80' · Rafael Xavier 90' | Público: 87 pagantes Árbitro: Jefferson Schmidt |

| 16 de agosto de 2008 18:00 | Concórdia                | 2 – 1  | Camboriuense | Estádio Domingos Machado, Concórdia                 |
|                            | Gaucho 30' · Beltrão 75' | Súmula | Edson 59'    | Público: 119 pagantes Árbitro: Evandro Tiago Bender |

#### Jogos de Volta
| 24 de agosto de 2008 16:00 | Brusque                     | (1) 0 – 1 (0) | Juventus de Jaraguá | Estádio Augusto Bauer, Brusque                       |
|                            | Rafael Bitencourt 27' (PRO) | Súmula        | Tiago Pereira 84'   | Público: 381 pagantes Árbitro: Luiz Orlando de Souza |

| 23 de agosto de 2008 16:00 | Camboriuense | 1 – 1  | Concórdia  | Estádio Roberto Garcia, Camboriú                       |
|                            | Julinho 12'  | Súmula | Júnior 66' | Público: 118 pagantes Árbitro: Jose Nazareno Marcelino |

(1) (0): Gols na Prorrogação

### Final
O Brusque jogou a segunda partida em casa, pois apresentou melhor desempenho na Fase de Grupos. Com o resultado, o clube brusquense se classicou à Final da Divisão Especial.
| Campeão | Vice-Campeão | Jogo 1 | Jogo 2 |
| ------- | ------------ | ------ | ------ |
| Brusque | Concórdia    | 1-1    | 3-1    |

#### Primeiro Jogo
| 31 de agosto de 2008 16:00 | Concórdia      | 1 – 1  | Brusque           | Estádio Domingos Machado, Concórdia              |
|                            | Marquinhos 42' | Súmula | Rafael Xavier 13' | Público: 210 pagantes Árbitro: Jefferson Schmidt |

#### Segundo Jogo
| 7 de setembro de 2008 16:00 | Brusque                                                              | 3 – 1  | Concórdia   | Estádio Augusto Bauer, Brusque                             |
|                             | Rafael Bittencourt 50' (pen) · Thiago 84' · Léo Maringá 90'+1' (pen) | Súmula | Gutinho 11' | Público: 765 pagantes Árbitro: Edmundo Alves do Nascimento |

## Segundo Turno

### Grupo A
| 1 | Brusque        | 12 | 5 | 4 | 0 | 1 | 16 | 3  | +13 | 2,40 |
| 2 | Concórdia      | 10 | 5 | 3 | 1 | 1 | 7  | 4  | +3  | 2,00 |
| 3 | Joaçaba        | 6  | 5 | 2 | 0 | 3 | 8  | 8  | 0   | 1,20 |
| 4 | NEC/Caçador    | 9  | 5 | 3 | 0 | 2 | 7  | 10 | -3  | 1,80 |
| 5 | Inter de Lages | 6  | 5 | 2 | 0 | 3 | 4  | 11 | -7  | 1,20 |
| 6 | Grêmio Timbó   | 1  | 5 | 1 | 0 | 4 | 2  | 8  | -6  | 0,20 |
| PG - pontos ganhos; J - jogos; V - vitórias; E - empates; D - derrotas; GP - gols pró; GC - gols contra; SG - saldo de gols ; MP - média de pontos |                |    |   |   |   |   |    |    |     |      |

### Grupo B
| 1 | Juventus     | 8 | 4 | 2 | 2 | 0 | 8 | 4 | +4 | 2,00 |
| 2 | Imbituba     | 5 | 4 | 1 | 2 | 1 | 2 | 2 | 0  | 1,25 |
| 3 | Próspera     | 5 | 4 | 1 | 2 | 1 | 3 | 5 | -2 | 1,2  |
| 4 | Hercílio Luz | 4 | 4 | 1 | 1 | 2 | 3 | 4 | -1 | 1,00 |
| 5 | Camboriuense | 3 | 4 | 0 | 3 | 1 | 3 | 4 | -1 | 0,75 |
| PG - pontos ganhos; J - jogos; V - vitórias; E - empates; D - derrotas; GP - gols pró; GC - gols contra; SG - saldo de gols ; MP - média de pontos |              |   |   |   |   |   |   |   |    |      |

### Semifinais
| Time 1*   | Time 2   | Jogo 1 | Jogo 2 | Prorrogação |
| --------- | -------- | ------ | ------ | ----------- |
| Imbituba  | Brusque  | 2-1    | 0-7    | 0-1         |
| Concórdia | Juventus | 1-3    | 0-2    |             |

*Os times citados em primeiro jogaram a partida de ida em casa 

#### Jogos de Ida
| 15 de outubro de 2008 15:30 | Imbituba                     | 2 – 1  | Brusque     | Estádio Vila Nova, Imbituba                           |
|                             | Flávio 86' · Serginho 90'+2' | Súmula | Pereira 24' | Público: 44 pagantes Árbitro: José Nazareno Marcelino |

| 16 de outubro de 2008 20:30 | Concórdia  | 1 – 3  | Juventus de Jaraguá                                    | Estádio Domingos Machado, Concórdia          |
|                             | Júnior 73' | Súmula | Maicon dos Santos 45' · Serginho 47' · Bruno Lopes 59' | Público: 120 pagantes Árbitro: Mauro de Lima |

#### Jogos de Volta
| 19 de outubro de 2008 16:00 | Brusque | (1) 7 – 0 (0) | Imbituba | Estádio Augusto Bauer, Brusque                      |
|                             | Rafael Bitencourt 12', 67' · Thiago 25' · Rafael Xavier 34' · Flávio Guilherme 47', 65' · Xipote 74' · Rafael Xavier 5' (PRO) | Súmula        |          | Público: 230 pagantes Árbitro: Marco Anônio Martins |

| 19 de outubro de 2008 16:00 | Juventus de Jaraguá                     | 2 – 0  | Concórdia | Estádio João Marcatto, Jaraguá do Sul               |
|                             | Bruno Lopes 70' · Maicon dos Santos 80' | Súmula |           | Público: 136 pagantes Árbitro: Jose Acacio da Rocha |

(1) (0): Gols na Prorrogação

### Final
O Brusque jogou a segunda partida em casa, pois apresentou melhor desempenho na Fase de Grupos. Por ter ganho os dois turnos, a equipe brusquense foi declarada campeã da Divisão Especial de 2008 e garantiu a volta à elite do futebol catarinense.
| Campeão | Vice-Campeão | Jogo 1 | Jogo 2 |
| ------- | ------------ | ------ | ------ |
| Brusque | Juventus     | 4-3    | 4-2    |

#### Primeiro Jogo
| 22 de outubro de 2008 20:30 | Juventus de Jaraguá                                 | 3 – 4  | Brusque                                                     | Estádio João Marcatto, Jaraguá do Sul                  |
|                             | Bruno Lopes 28' · Maicon dos Santos 54' Edilson 65' | Súmula | Thiago 35' · Neno 16' · Xipote 72' · Rafael Bittencourt 84' | Público: 162 pagantes Árbitro: Paulo Henrique de Godoy |

#### Segundo Jogo
| 26 de outubro de 2008 16:00 | Brusque                                                                    | 4 – 2  | Juventus de Jaraguá                     | Estádio Augusto Bauer, Brusque              |
|                             | Pereira 11' Rodrigo Bagé 27' Rafael Bittencourt 55' · Flávio Guilherme 73' | Súmula | Vasconcelos 27' · Maicon dos Santos 97' | Público: 762 pagantes Árbitro: Célio Amorim |

## Confrontos da Fase de Grupos
|                | BRU | CON | INT | JOA | NEC  | GRE | CAM  | GUA  | HER  | IMB  | JUV  | PRÓ  |
| -------------- | --- | --- | --- | --- | ---- | --- | ---- | ---- | ---- | ---- | ---- | ---- |
| Brusque        | —   | 0x0 | 5x2 | 3x2 | 8x1  | 2x0 | —    | —    | —    | —    | —    | —    |
| Concórdia      | 1x0 | —   | 5x1 | 3x3 | 2x0  | 0x0 | —    | —    | —    | —    | —    | —    |
| Inter de Lages | 0x2 | 4x3 | —   | 1x0 | 0x3* | 1x1 | —    | —    | —    | —    | —    | —    |
| Joaçaba        | 1x4 | 3x0 | 1x0 | —   | 2x0  | 3x1 | —    | —    | —    | —    | —    | —    |
| NEC/Caçador    | 0x1 | 0x1 | 5x1 | 2x1 | —    | 0x1 | —    | —    | —    | —    | —    | —    |
| Grêmio Timbó   | 1x1 | 0x3 | 1x2 | 3x3 | 0x1  | —   | —    | —    | —    | —    | —    | —    |
| Camboriuense   | —   | —   | —   | —   | —    | —   | —    | canc | 1x0  | 5x0  | 2x2  | 0x0  |
| Guarani        | —   | —   | —   | —   | —    | —   | canc | —    | canc | canc | canc | canc |
| Hercílio Luz   | —   | —   | —   | —   | —    | —   | 4x0  | canc | —    | 1x4  | 1x4  | 4x0  |
| Imbituba       | —   | —   | —   | —   | —    | —   | 1x0  | canc | 3x2  | —    | 0x0  | 2x0  |
| Juventus       | —   | —   | —   | —   | —    | —   | 1x1  | canc | 2x1  | 0x0  | —    | 4x1  |
| Próspera       | —   | —   | —   | —   | —    | —   | 1x1  | canc | 1x0  | 1x1  | 0x2  | —    |

- Jogos do 1º Turno
- Jogos Do 2º Turno

 Canc. jogos cancelados do Guarani, por este ter desistido da competição 

 * O Inter de Lages foi suspenso por não pagamento de dívidas que tinha com a FCF, portanto, o jogo que seria realizado com o Caçador foi cancelado e o resultado estabelecido foi 3 a 0 para o NEC.  

## Rebaixamento

### Classificação Geral
| 1 | Brusque        | 23 | 10 | 7 | 2 | 1 | 26 | 8  | +18 | 2,30 |
| 2 | Concórdia      | 18 | 10 | 5 | 3 | 2 | 18 | 11 | +7  | 1,80 |
| 3 | Joaçaba        | 14 | 10 | 4 | 2 | 4 | 18 | 16 | +2  | 1,40 |
| 4 | NEC/Caçador    | 12 | 10 | 4 | 0 | 6 | 12 | 17 | -5  | 1,20 |
| 5 | Inter de Lages | 10 | 10 | 3 | 1 | 6 | 12 | 26 | -14 | 1,00 |
| 6 | Grêmio Timbó   | 7  | 10 | 1 | 4 | 5 | 8  | 16 | -8  | 0,70 |
| PG - pontos ganhos; J - jogos; V - vitórias; E - empates; D - derrotas; GP - gols pró; GC - gols contra; SG - saldo de gols ; MP - média de pontos |                |    |    |   |   |   |    |    |     |      |

| 1 | Juventus     | 16 | 8 | 4 | 4 | 0 | 15 | 6  | +9  | 2,00 |
| 2 | Imbituba     | 12 | 8 | 3 | 3 | 2 | 7  | 9  | -2  | 1,50 |
| 3 | Camboriuense | 11 | 8 | 2 | 5 | 1 | 11 | 6  | +5  | 1,37 |
| 4 | Hercílio Luz | 7  | 8 | 2 | 1 | 5 | 10 | 12 | -2  | 0,87 |
| 5 | Próspera     | 6  | 8 | 1 | 3 | 4 | 4  | 14 | -10 | 0,75 |
| 6 | Guarani      | 0  | 0 | 0 | 0 | 0 | 0  | 0  | 0   | 0    |
| PG - pontos ganhos; J - jogos; V - vitórias; E - empates; D - derrotas; GP - gols pró; GC - gols contra; SG - saldo de gols ; MP - média de pontos |              |    |   |   |   |   |    |    |     |      |

|  |                                                              |
|  | Playoff do Rebaixamento                                      |
|  | Rebaixados automaticamente para a Divisão de Acesso de 2009. |

### Playoff do Rebaixamento
O Playoff seria disputado entre o Inter de Lages e o Próspera, entretanto, a equipe lageana foi suspensa e não pôde disputar o Playoff. Com isso, estabeleceu-se que ambos os jogos teriam resultado de 3 a 0 para o clube de Criciúma. Assim, o colorado do Planalto Serrano, foi rebaixado junto com o Grêmio Timbó e com o Guarani de Palhoça.

## Principais Artilheiros
| Gols | Jogador            | Clube        |
| ---- | ------------------ | ------------ |
| 14   | Rafael Bittencourt | Brusque      |
| 8    | Bruno Lopes        | Juventus     |
| 7    | Rafael Xavier      | Brusque      |
| 6    | Brasão             | Camboriuense |
| 6    | Júnior             | Concórdia    |
| 6    | Juninho Laguna     | Hercílio Luz |

## Campeão Geral
| Divisão Especial de 2008 |
| ------------------------ |
| Brusque 2º Título        |